# Elezioni statali in Tirolo del 2018
Le elezioni statali in Tirolo del 2018 si sono tenute il 25 febbraio per il rinnovo del Landtag.

## Risultati
| Liste                                    | Voti    | %     | Seggi |
| ---------------------------------------- | ------- | ----- | ----- |
| Partito Popolare Austriaco               | 141 691 | 44,26 | 17    |
| Partito Socialdemocratico d'Austria      | 55 224  | 17,25 | 6     |
| Partito della Libertà Austriaco          | 49 727  | 15,53 | 5     |
| I Verdi                                  | 34 167  | 10,67 | 4     |
| Lista Fritz - Forum dei Cittadini Tirolo | 17 471  | 5,46  | 2     |
| NEOS                                     | 16 670  | 5,21  | 2     |
| Il Partito Tirolese delle Famiglie       | 3 645   | 1,14  | –     |
| Impulso Tirolo                           | 1 539   | 0,48  | –     |
| Totale                                   | 320 134 | 100   | 36    |

| Riepilogo dei voti                       | Riepilogo dei voti                       | Riepilogo dei voti                       | Riepilogo dei voti | Riepilogo dei voti | Riepilogo dei voti | Riepilogo dei voti |
| ---------------------------------------- | ---------------------------------------- | ---------------------------------------- | ------------------ | ------------------ | ------------------ | ------------------ |
| Partito Popolare Austriaco               | Partito Popolare Austriaco               | Partito Popolare Austriaco               |                    |                    | 44,26%             | ▲ 4,91             |
| Partito Socialdemocratico d'Austria      | Partito Socialdemocratico d'Austria      | Partito Socialdemocratico d'Austria      |                    |                    | 17,25%             | ▲ 3,53             |
| Partito della Libertà Austriaco          | Partito della Libertà Austriaco          | Partito della Libertà Austriaco          |                    |                    | 15,53%             | ▲ 6,19             |
| I Verdi                                  | I Verdi                                  | I Verdi                                  |                    |                    | 10,67%             | ▼ 1,92             |
| Lista Fritz - Forum dei Cittadini Tirolo | Lista Fritz - Forum dei Cittadini Tirolo | Lista Fritz - Forum dei Cittadini Tirolo |                    |                    | 5,46%              | ▼ 0,15             |
| NEOS                                     | NEOS                                     | NEOS                                     |                    |                    | 5,21%              | ▲ 5,21             |
| Altri <2,00%                             | Altri <2,00%                             | Altri <2,00%                             |                    |                    | 1,62%              |                    |
| Riepilogo dei seggi                      |                                          |                                          |                    |                    |                    |                    |
|                                          |                                          |                                          |                    |                    |                    |                    |
| SPÖ                                      | 6                                        | ▲ 1                                      |                    | Verdi              | 4                  | ▼ 1                |
| FRITZ                                    | 2                                        | ━                                        |                    | NEOS               | 2                  | ▲ 2                |
| ÖVP                                      | 17                                       | ▲ 1                                      |                    | FPÖ                | 5                  | ▲ 1                |
| Vorwärts Tirol                           | 0                                        | ▼ 4                                      |                    |                    |                    |                    |